# Aleksandr Sutułow
Aleksandr Michajłowicz Sutułow (ros. Александр Михайлович Сутулов; ur. 5 sierpnia?/17 sierpnia 1880 w stanicy Raspopinskaja w Rosji, zm. 3 lipca 1958 w Cannes) – rosyjski wojskowy (generał lejtnant), współpracował z Niemcami podczas II wojny światowej

## Życiorys
Ukończył doński korpus kadetów, a następnie Nikołajewską Szkołę Kawalerii. Od 1902 służył w 7 pułku kawalerii Kozaków dońskich. W latach 1906–1909 był oficerem szkoleniowym w kozackiej szkole junkierskiej w Nowoczerkasku, a następnie w Nikołajewskiej Szkole Kawalerii. Brał udział w I wojnie światowej jako dowódca sotni, a następnie zastępca dowódcy 19 pułku kawalerii Kozaków dońskich. W 1917 r. awansował do stopnia pułkownika. W lutym 1918 r. wstąpił do kozackich oddziałów wojskowych białych. Został zastępcą szefa sztabu marszowego atamana Kozaków dońskich. Od maja tego roku dowodził ochotniczym oddziałem kozackim. Pod koniec 1918 r. objął dowództwo 4 brygady kawalerii Kozaków dońskich, w 1919 r. – 10 dywizji kawalerii Kozaków dońskich, zaś 25 marca 1920 – II samodzielnego korpusu kawalerii Kozaków dońskich. W marcu 1919 r. awansował na generała majora, zaś w listopadzie tego roku na generała lejtnanta. Od kwietnia 1920 znajdował się w rezerwie oficerskiej. Po ewakuacji wojsk białych z Krymu do Gallipoli w listopadzie tego roku, zamieszkał w Królestwie SHS. W okresie II wojny światowej podjął współpracę z Niemcami. W marcu 1942 uczestniczył w okupowanym Belgradzie w wyborach wojskowego atamana Kozaków dońskich. Po zakończeniu wojny wyjechał na krótko do Albanii, a następnie do południowej Francji, gdzie zmarł.